# 水邊村 (元朗區)

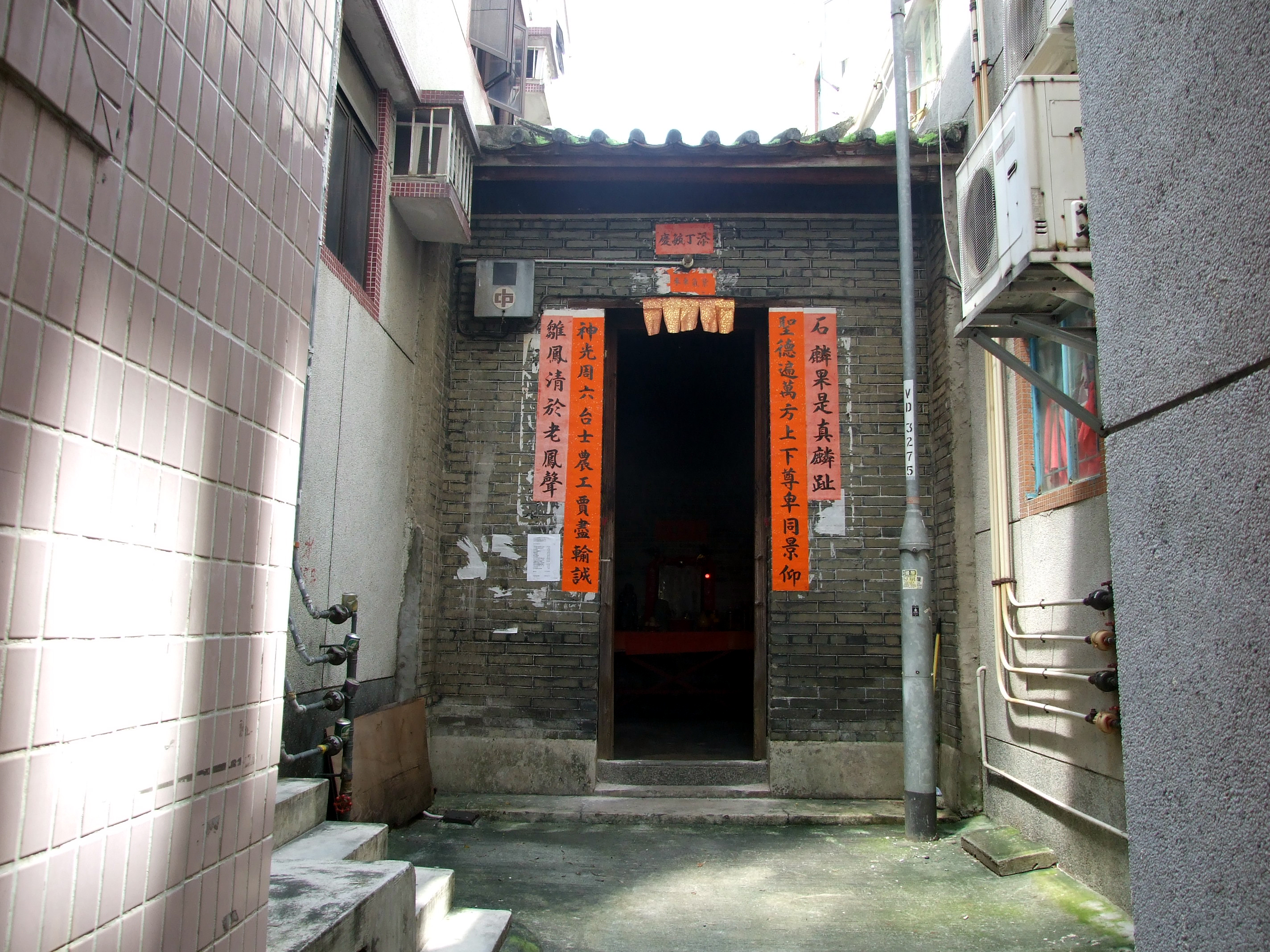
水邊村內的神廳

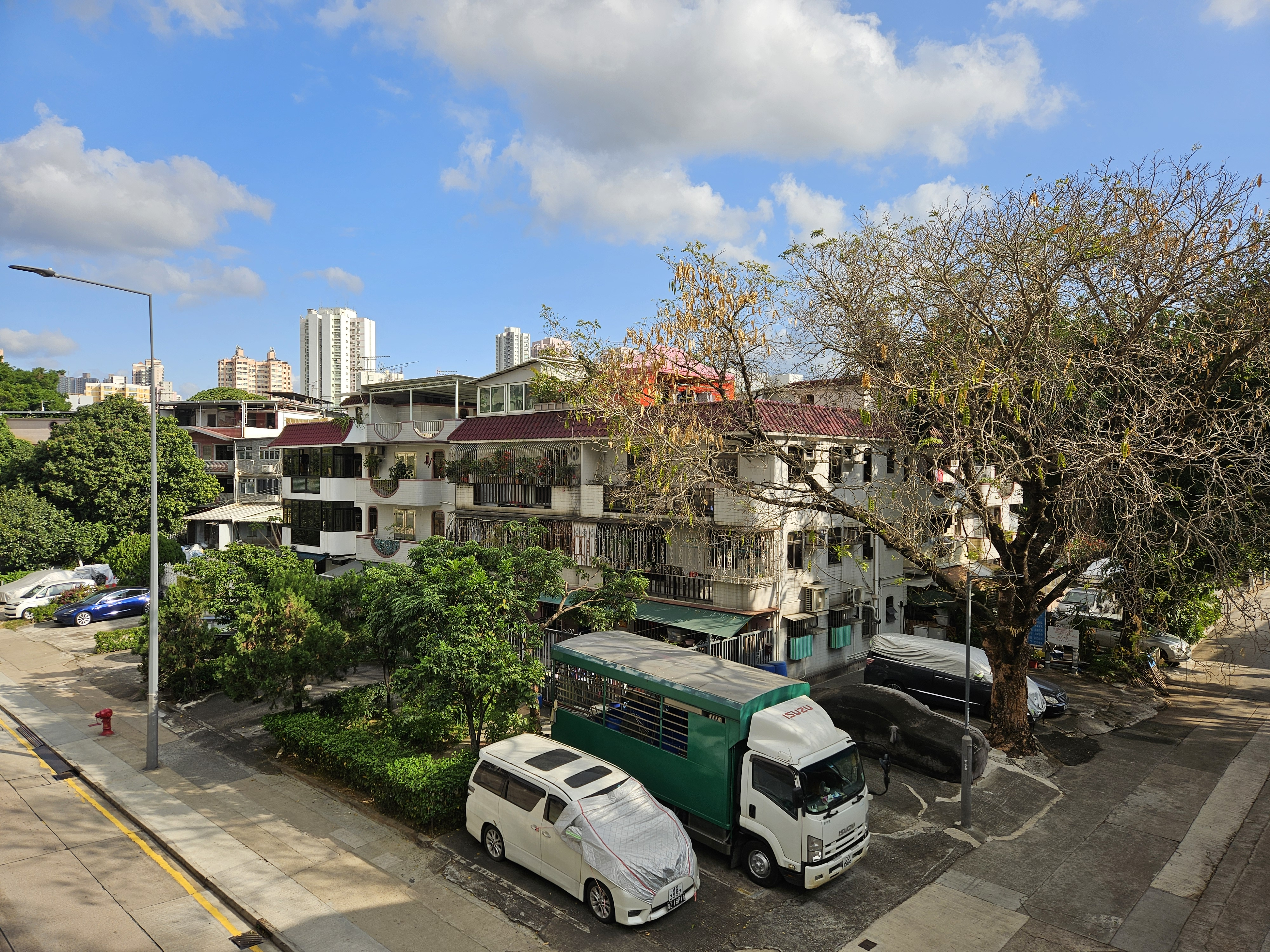
從青山公路－屏山段俯瞰水邊村

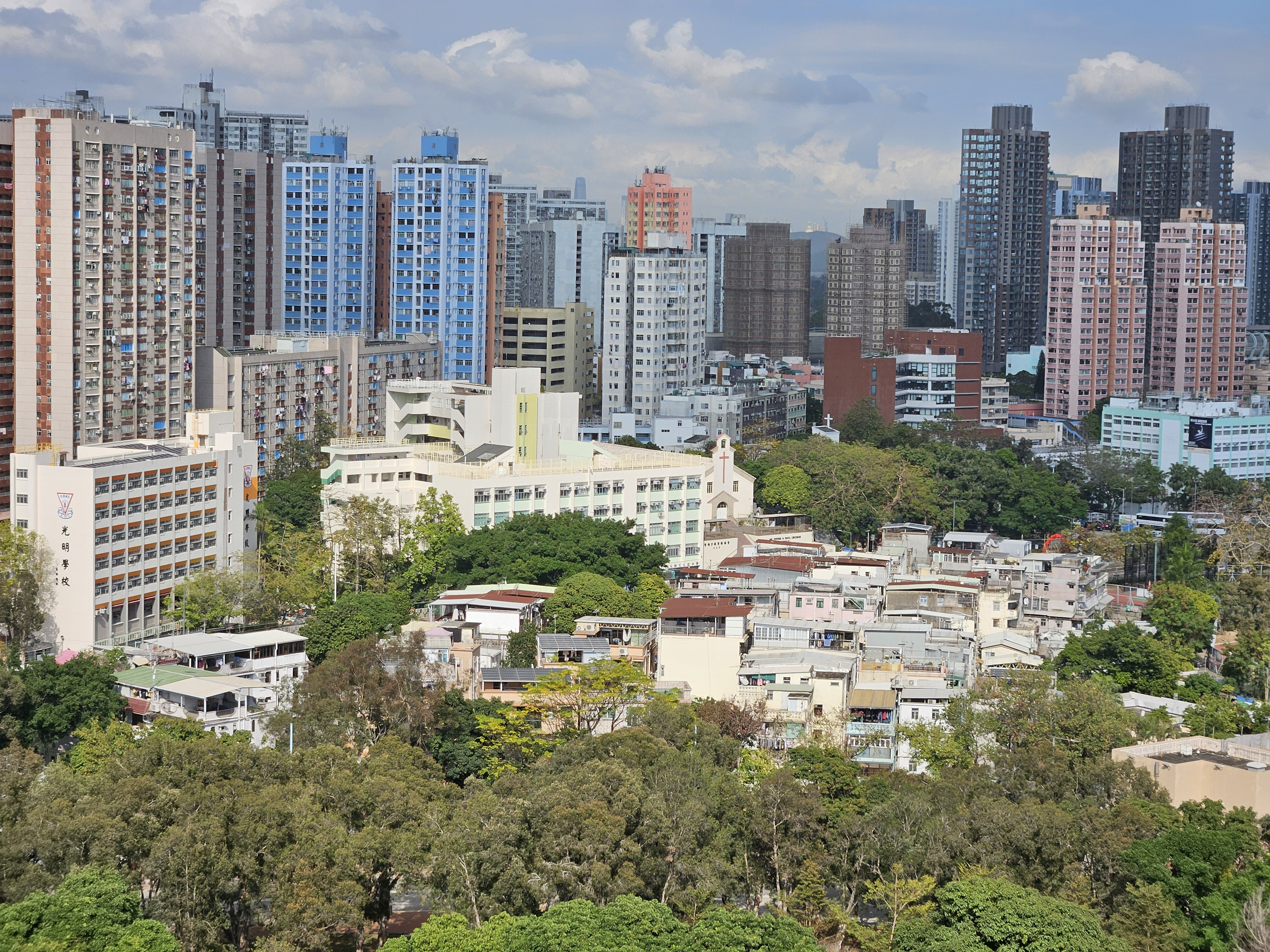
從百鳥塔俯瞰水邊村

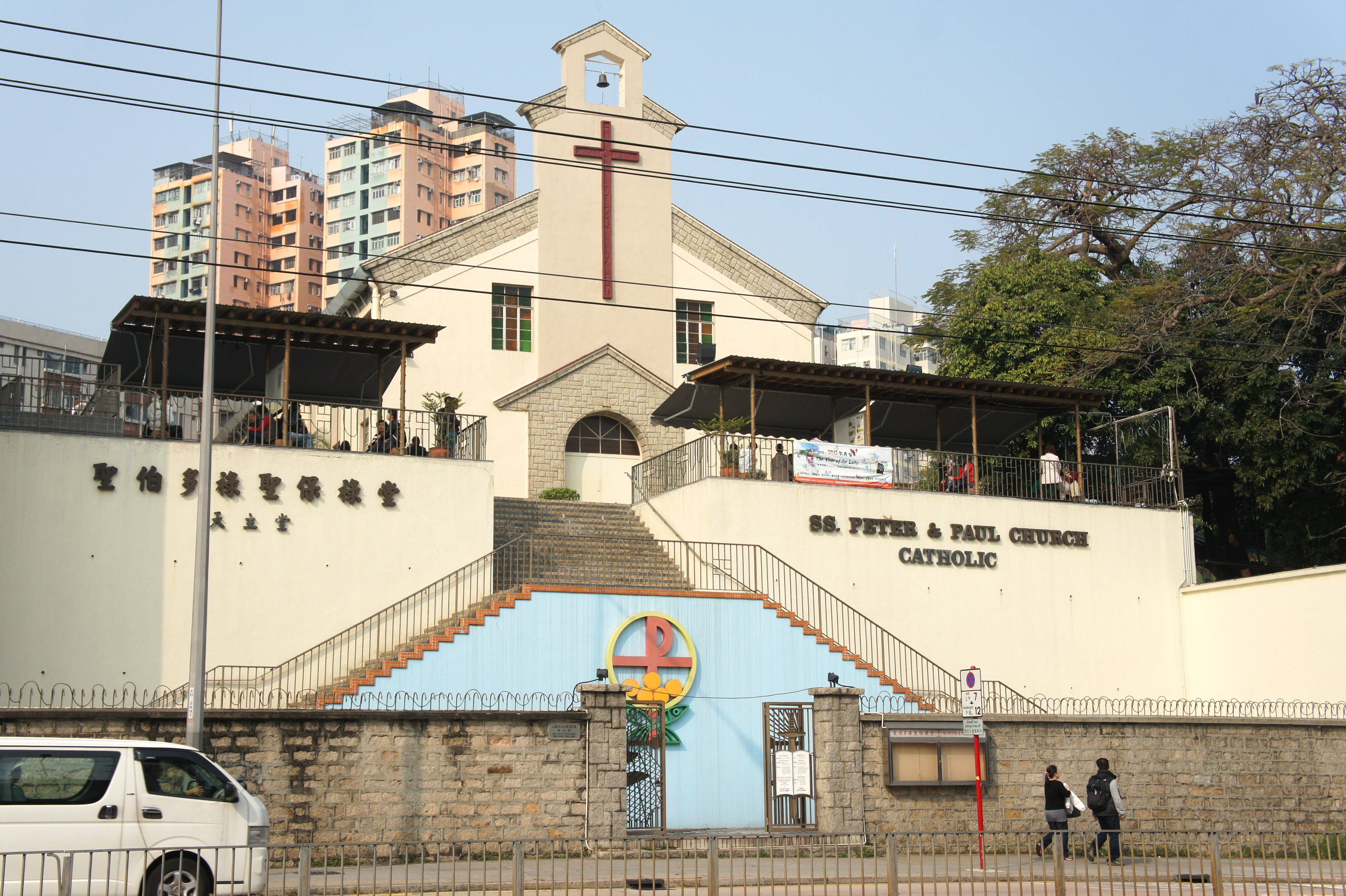
位於青山公路－屏山段201號、水邊村對面的聖伯多祿聖保祿堂

22°26′38″N 114°01′15″E / 22.443953°N 114.02071°E
水邊村（英語：Shui Pin Tsuen）是香港一條位於元朗區的鄉村，隸屬於屏山鄉鄉事委員會。

## 歷史
水邊村早於宋朝由黃氏開村，是深圳下沙黃氏分支。1911年，水邊村有居民132人。1950年代，水邊村有居民69戶共401人。現時水邊村居民主要為黃氏，亦有少數陶姓居民。
水邊村面向東南方，有數行青磚排屋，背靠土名為長嶺的小山，四周被鹹田包圍，位於水牛嶺和大陂頭之間。從公庵山流下來的溪水經水牛嶺西北麓到達水邊圍和水邊村間，再匯合山貝河流出后海灣。1914年，元朗大馬路落成將長嶺一分為二。1960年代中，政府發展元朗新市鎮，水邊村村前的農地被用作興建元朗大球場、元朗大會堂和水邊村遊樂場。

## 行政劃分
水邊村是屏山鄉鄉事委員會中37個鄉村代表之一。在選舉劃分上，該村被劃為天水圍南及屏廈選區。

## 地標
- 公立協怡學校：協怡學校得名於水邊村的祖堂協怡堂，早於1920年代開始辦學。1956年，學校新校舍落成於元嶺仔並始獲政府津貼。現已結束辦學。
- 聖伯多祿聖保祿堂：於2010年12月被古物諮詢委員會確定為三級歷史建築。該教堂最初於1925年座落於東頭村內，後於1958年遷往現址。[1]
- 水邊村神廳
- 協怡堂花炮會
- 草廬
- 水邊村遊樂場

## 外部連結
- 居民代表選舉水邊村（屏山）的劃定現有鄉村範圍（2019至2022年） （页面存档备份，存于）
- 古物諮詢委員會「1444幢歷史建築物簡要」：新界元朗橫洲水邊村神廳 （页面存档备份，存于）（圖片 （页面存档备份，存于））
- 古物諮詢委員會「1444幢歷史建築物簡要」：新界元朗青山公路201號聖伯多祿聖保祿堂 （页面存档备份，存于）（圖片 （页面存档备份，存于））